# Eesti Laul 2014
La sesta edizione dell'Eesti Laul si è tenuta dal 14 febbraio al 1º marzo 2014 e ha selezionato il rappresentante dell'Estonia all'Eurovision Song Contest 2014 a Copenaghen.
La vincitrice è stata Tanja con Amazing.

## Organizzazione
L'Eesti Laul è il festival musicale che funge da metodo di selezione nazionale per l'Estonia all'Eurovision Song Contest. La sesta edizione, come le precedenti, è stata organizzata dall'emittente estone Eesti Rahvusringhääling (ERR).
Il festival è stato articolato in due semifinali da 10 partecipanti e una finale, alla quale si sono qualificati i primi 5 classificati delle semifinali scelti da una combinazione del voto di televoto e giuria.

## Partecipanti
La lista dei partecipanti annunciata il 12 dicembre 2013.
| Artista                     | Titolo                 | Traduzione | Compositori                                    |
| --------------------------- | ---------------------- | ---------- | ---------------------------------------------- |
| August Hunt                 | Kus on EXIT?           | Estone     | August Hunt                                    |
| Brigita Murutar             | Laule täis taevakaar   | Estone     | Rainer Michelson, Feliks Kütt                  |
| Kõrsikud                    | Tule ja jää            | Estone     | Kõrsikud                                       |
| Lauri Pihlap                | Lootus                 | Estone     | Lauri Pihlap                                   |
| Lenna                       | Supernoova             | Estone     | Mihkel Raud                                    |
| Maiken                      | Siin või sealpool maad | Estone     | Kadri Koppel                                   |
| Maltised                    | Elu                    | Estone     | Jakko Maltis                                   |
| MiaMee                      | Fearful Heart          | Inglese    | Liina Saar, Liisi Koikson                      |
| NimmerSchmidt               | Sandra                 | Estone     | Fredy Schmidt, Andero Nimmer, Merilyn Merisalu |
| Nion                        | Muud pole vaja         | Estone     | Karl Kanter, Keit Triisa, Marilyn Jurman       |
| Norman Salumäe              | Search                 | Inglese    | Norman Salumäe                                 |
| Sandra Nurmsalu             | Kui tuuled pöörduvad   | Estone     | Sven Lõhmus                                    |
| Sofia Rubina                | City Lights            | Inglese    | Priit Juurmann, Sofia Rubina                   |
| State of Zoe                | Solina                 | Estone     | Anneliis Kits, Sander Mölder                   |
| Super Hot Cosmos Blues Band | Maybe-Maybe            | Inglese    | Mati Sütt, Janno Reim                          |
| Tanja                       | Amazing                | Inglese    | Timo Vendt, Tatjana Mihhailova                 |
| The Titles                  | Flame                  | Inglese    | Rasmus Lill, Markus Rafael Nylund              |
| Traffic                     | Für Elise              | Estone     | Stig Rästa, Silver Laas                        |
| VÖÖRAD                      | Maailm on hull         | Estone     | Priit Uustulnd, Meiko Humal                    |
| Wilhelm                     | Resignal               | Inglese    | Lauri Kadalipp                                 |

## Semifinali

### Prima semifinale
La prima semifinale si è tenuta il 14 febbraio 2014 presso l'Estonia Theatre di Tallinn.
I 5 finalisti sono stati: Lenna, Tanja, Super Hot Cosmos Blues Band, Kõrsikud e Wilhelm.
| #  | Artista                     | Titolo         | Punteggio | Punteggio | Punteggio | Posizione |
| #  | Artista                     | Titolo         | Giuria    | Televoto  | Totale    | Posizione |
| -- | --------------------------- | -------------- | --------- | --------- | --------- | --------- |
| 1  | Tanja                       | Amazing        | 7         | 10        | 17        | 2         |
| 2  | The Titles                  | Flame          | 4         | 2         | 6         | 8         |
| 3  | Wilhelm                     | Resignal       | 6         | 6         | 12        | 5         |
| 4  | State of Zoe                | Solina         | 5         | 1         | 6         | 9         |
| 5  | NimmerSchmidt               | Sandra         | 3         | 4         | 7         | 6         |
| 6  | VÖÖRAD                      | Maailm oh hull | 1         | 5         | 6         | 7         |
| 7  | Super Hot Cosmos Blues Band | Matbe-Maybe    | 8         | 9         | 17        | 3         |
| 8  | August Hunt                 | Kus on EXIT?   | 2         | 3         | 5         | 10        |
| 9  | Kõrsikud                    | Tule ja jää    | 9         | 7         | 16        | 4         |
| 10 | Lenna Kuurmaa               | Supernoova     | 10        | 8         | 18        | 1         |

### Seconda semifinale
La seconda semifinale si è tenuta il 21 febbraio 2014 presso l'Estonia Theatre di Tallinn.
I 5 finalisti sono stati: Sandra Nurmsalu, Traffic, Norman Salumäe, Maiken e Brigita Murutar.
| #  | Artista         | Titolo                 | Punteggio | Punteggio | Punteggio | Posizione |
| #  | Artista         | Titolo                 | Giuria    | Televoto  | Totale    | Posizione |
| -- | --------------- | ---------------------- | --------- | --------- | --------- | --------- |
| 1  | Norman Salumäe  | Search                 | 9         | 6         | 15        | 3         |
| 2  | Lauri Pihlap    | Lootus                 | 5         | 3         | 8         | 8         |
| 3  | Nion            | Muud pole vaja         | 4         | 5         | 9         | 6         |
| 4  | Maltised        | Elu                    | 1         | 4         | 5         | 9         |
| 5  | Sofia Rubina    | City Lights            | 3         | 1         | 4         | 10        |
| 6  | MiaMee          | Fearful Heart          | 7         | 2         | 9         | 7         |
| 7  | Traffic         | Für Elise              | 10        | 8         | 18        | 2         |
| 8  | Maiken          | Siin või sealpool maad | 6         | 7         | 13        | 4         |
| 9  | Sandra Nurmsalu | Kui tuuled pöörduvad   | 8         | 10        | 18        | 1         |
| 10 | Brigita Murutar | Laule täis taevakaar   | 2         | 9         | 11        | 5         |

## Finale
La finale si è tenuta il 1º marzo 2014 presso il Nokia Concert Hall di Tallinn.
| #  | Artista                     | Titolo                 | Punteggio | Punteggio | Punteggio | Posizione |
| #  | Artista                     | Titolo                 | Giuria    | Televoto  | Totale    | Posizione |
| -- | --------------------------- | ---------------------- | --------- | --------- | --------- | --------- |
| 1  | Brigita Murutar             | Laule täis taevakaar   | 1         | 6         | 7         | 7         |
| 2  | Traffic                     | Für Elise              | 8         | 7         | 15        | 3         |
| 3  | Norman Salumäe              | Search                 | 5         | 4         | 9         | 6         |
| 4  | Wilhelm                     | Resignal               | 6         | 1         | 7         | 9         |
| 5  | Lenna                       | Supernoova             | 9         | 5         | 14        | 4         |
| 6  | Super Hot Cosmos Blues Band | Maybe-Maybe            | 10        | 10        | 20        | 1         |
| 7  | Maiken                      | Siin või sealpool maad | 3         | 2         | 5         | 10        |
| 8  | Kõrsikud                    | Tule ja jää            | 4         | 3         | 7         | 8         |
| 9  | Tanja                       | Amazing                | 7         | 9         | 16        | 2         |
| 10 | Sandra Nurmsalu             | Kui tuuled pöörduvad   | 2         | 8         | 10        | 5         |

### Superfinale
| # | Artista                     | Titolo      | Televoto | Posizione |
| - | --------------------------- | ----------- | -------- | --------- |
| 1 | Super Hot Cosmos Blues Band | Maybe-Maybe | 47%      | 2         |
| 2 | Tanja                       | Amazing     | 53%      | 1         |

## All'Eurovision Song Contest
L'Estonia si è esibita 3ª nella prima semifinale, dove si è classificata 12ª con 105 punti, mancando la qualificazione per la finale.

### Giuria
La giuria estone per l'Eurovision Song Contest 2014 è stata composta da:
- Laura Remmel, cantante (rappresentante dell'Estonia nel 2005, come parte delle Suntribe, e 2017 con Koit Toome)
- Marju Länik, cantante
- Rauno Märks, dj e speaker radiofonico
- Alar Kotkas, produttore e compositore
- Rasmus Rändvee, cantante